# Neukirch (Lusace)
Pour les articles homonymes, voir Neukirch.
Neukirch (en allemand : Neukirch/Lausitz, autrefois Oberneukirch) est une commune de Lusace en Saxe (Allemagne), située dans l'arrondissement de Bautzen, dans le district de Dresde.